# Эльяк
Элья́к (фр. Eyliac) — коммуна во Франции, находится в регионе Аквитания. Департамент — Дордонь. Входит в состав кантона Иль-Мануар. Округ коммуны — Перигё.
Код INSEE коммуны — 24166.

## География
Коммуна расположена приблизительно в 430 км к югу от Парижа, в 120 км восточнее Бордо, в 11 км к востоку от Перигё.
На севере коммуны протекает река Овезер.

### Климат
Климат умеренный океанический со средним уровнем осадков, которые выпадают преимущественно зимой. Лето здесь долгое и тёплое, однако также довольно влажное, здесь не бывает регулярных периодов летней засухи. Средняя температура января — 5 °C, июля — 18 °C. Изредка вследствие стечения неблагоприятных погодных условий может наблюдаться непродолжительная засуха или случаются поздние заморозки. Климат меняется очень часто, как в течение сезона, так и год от года.

## Население
Население коммуны на 2010 год составляло 739 человек.
| 1962 | 1968 | 1975 | 1982 | 1990 | 1999 | 2010 |
| ---- | ---- | ---- | ---- | ---- | ---- | ---- |
| 499  | 448  | 384  | 431  | 619  | 640  | 739  |

## Администрация
| Период | Период | Фамилия        | Партия       | Примечания |
| ------ | ------ | -------------- | ------------ | ---------- |
| ?      | 1965   | Рене Ребийу    |              |            |
| 1965   | 1966   | Роже Мазо      |              |            |
| 1966   | 1989   | Марсель Лакур  |              |            |
| 1989   | 2020   | Жан-Пьер Бонне | беспартийный | пенсионер  |

## Экономика
В 2010 году среди 518 человек трудоспособного возраста (15-64 лет) 387 были экономически активными, 131 — неактивными (показатель активности — 74,7 %, в 1999 году было 72,7 %). Из 387 активных жителей работали 357 человек (194 мужчины и 163 женщины), безработных было 30 (18 мужчин и 12 женщин). Среди 131 неактивных 29 человек были учениками или студентами, 65 — пенсионерами, 37 были неактивными по другим причинам.

## Достопримечательности
- Церковь Св. Мартина (XII век). Исторический памятник с 1948 года[10]
- Замок Шалюпи[фр.] (XVII век)[11]
- Замок Эльяк[фр.] (XVI век)[12]
- Руины замка Ришарди (XV век)

## Фотогалерея
- Мэрия
- Церковь Св. Мартина
- Интерьер церкви Св. Мартина
- Замок Шалюпи
- Замок Эльяк
- Голубятня замка Эльяк
- Старая голубятня (ныне сезонная хижина пастухов)
- Усадьба Пюи
- Река Овезер